# گوستاو ژاکیه
گوستاو ژاکیه (فرانسوی: Gustave Jéquier‎؛ ۱۴ اوت ۱۸۶۸ – ۲۴ مارس ۱۹۴۶) یک باستان‌شناس، مصرشناس، و استاد دانشگاه اهل سوئیس بود. وی عضو گروه اکتشافی ژاک دو مورگان در شوش، خوزستان در اوایل سال ۱۹۰۱ میلادی بود که در آن عملیات قانون حمورابی کشف شد که هم‌اکنون در موزه لوور نگهداری می‌شود. فعالیت او بر روی متون اهرام گام مهمی در درک این آثار مذهبی بود.